# Place des Comtes-du-Maine
La place des Comtes-du-Maine est une place publique de la ville du Mans dans le département de la Sarthe.

## Situation et accès
La place est située dans le quartier Saint-Nicolas, dans le centre-ville du Mans, à l'intersection formée par les avenues François-Mitterrand et du Général-de-Gaulle.
La place est constituée d'un parking en surface disposé autour de bâtiments centraux, dont une galerie commerciale avec librairie et commerces de proximité. Elle comporte également le cinéma Les Cinéastes en sous-sol.
Elle est aujourd'hui bien connue comme points de passage mythique de la parade des pilotes des 24 Heures du Mans. Par ailleurs, la place peut être utilisée pour des expositions ou des concerts publics.

## Origine du nom
Elle porte le nom des anciens seigneurs de la cité et du comté.

## Historique
La place des Comtes-du-Maine est aménagée entre 1966 et 1980 durant l'opération « Percée Centrale ». Elle est entièrement réaménagée d'août à octobre 2009 pour un budget de 500 000 €.
La place est desservie par la ligne T2 du tramway du Mans à la station Comtes du Maine - Office de Tourisme, située sur l'avenue François-Mitterrand, côté ouest, ainsi que par les lignes de bus 9 et 17 du réseau SETRAM.